# Norfolk Island National Park
Norfolkský národní park, (angl. Norfolk Island National Park) je chráněné území v severní části ostrova Norfolk, asi 1 500 km východně od východního pobřeží Austrálie. Nejbližším městem je Burnt Pine. Park zahrnuje i dva menší ostrovy nedaleko Norfolku: Filipův ostrov a Nepeanský ostrov.

## Historie
Národní park byl na ostrově Norfolk založen v roce 1984. Mount Pitt a botanické zahrady byly založena jako součásti parku též v roce 1984. Park byl ustanoven podle australského zákona National Park and Wildlife Conservation Act z roku 1975. Před založením parku byla na území ostrova již v roce 1936 vyhlášena rezervace. Většina území parku je pro svůj hůře přístupný terén nedotčena farmařením či jinou lidskou činností. Pouze na vrcholku kopce Mount Bates byl instalován radar během druhé světové války.

## Fauna a flora
Pouze na Norfolku žije papoušek kakariki norfolcký. Phillip Island obývá gekon Güntherův (Christinus guentheri) a Oligosoma lichenigera z čeledi scinkovitých. Žije zde i australský bezocasý netopýr Gouldův (Chalinolobus gouldii). Mnohé druhy utrpěly zavlečením krys a kurů.
Blahočet ztepilý je endemit, který volně roste pouze na Norfolku.

## Galerie

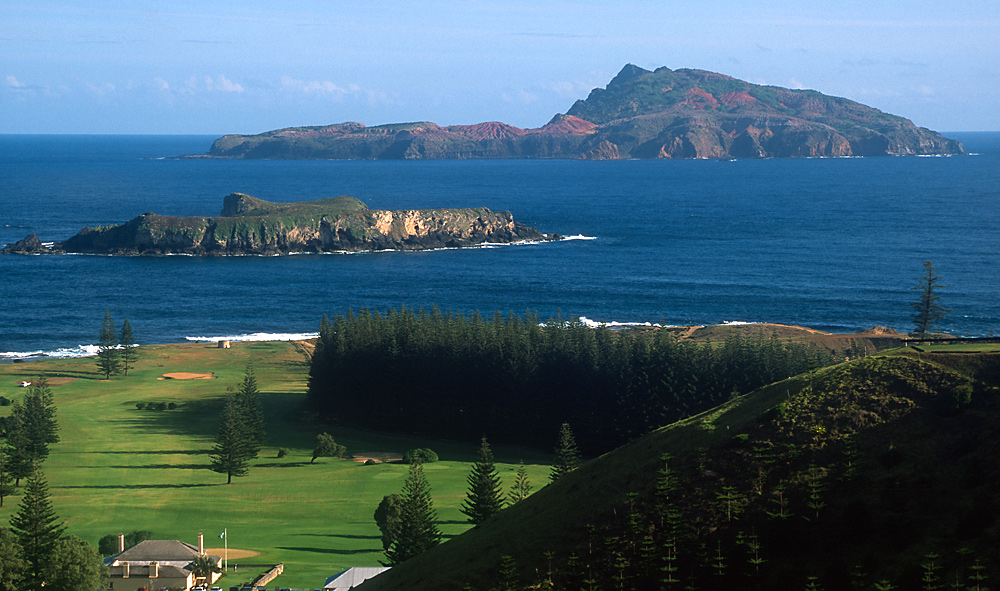
Filipův ostrov, vzadu norfolkský ostrov, pohled z Nepeanského ostrova
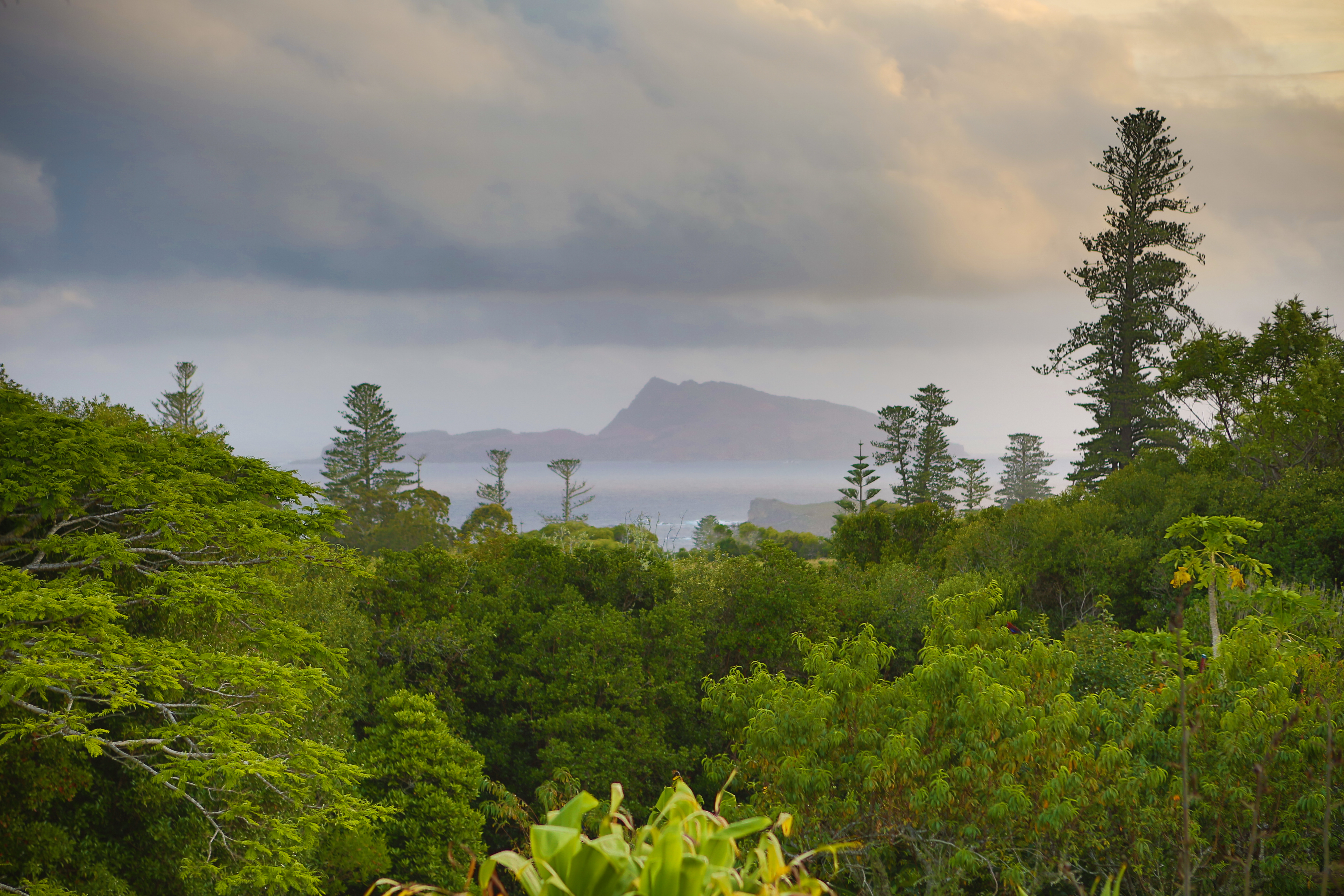
Norfolkský park
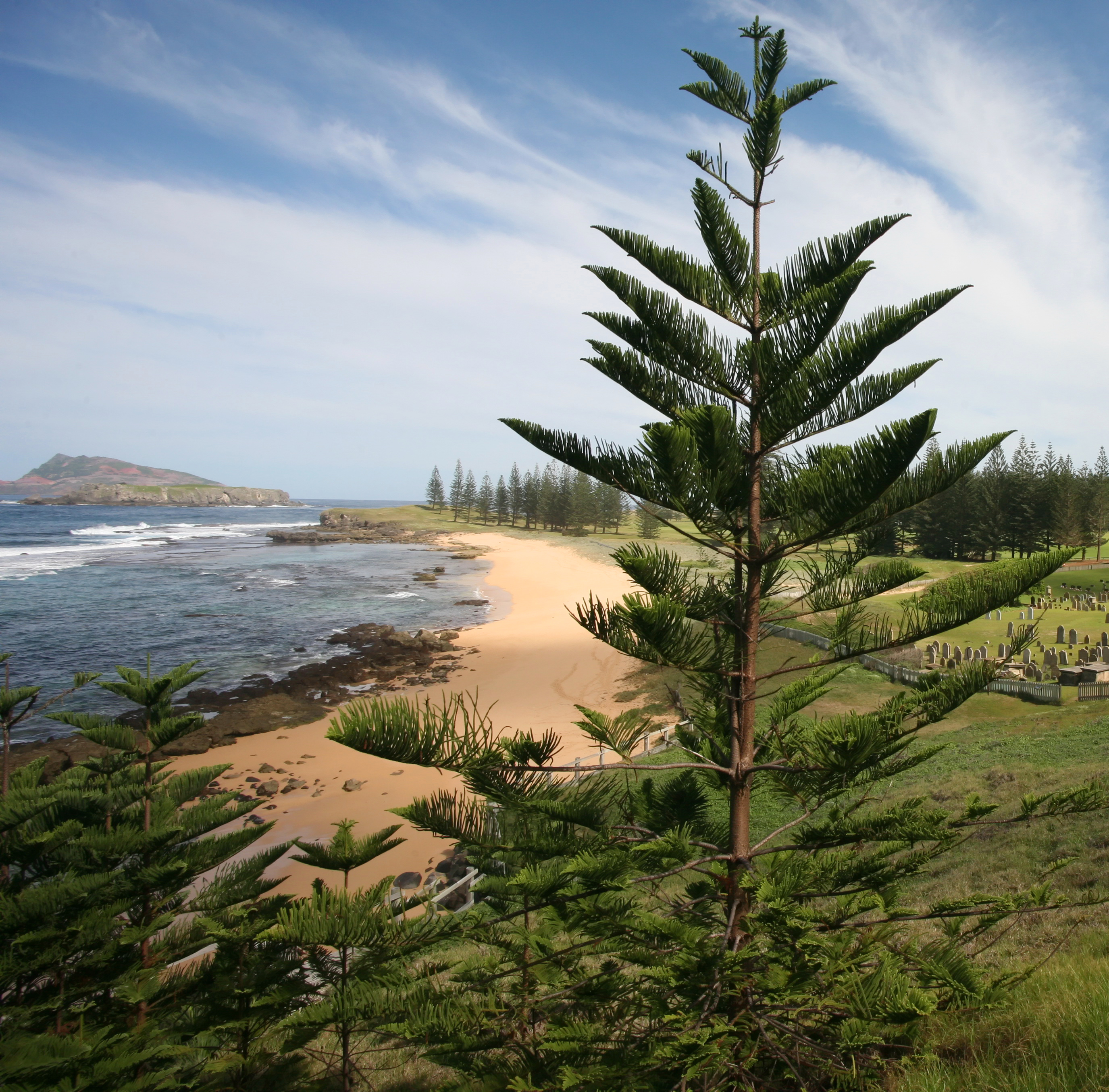
Blahočet ztepilý na Norfolku
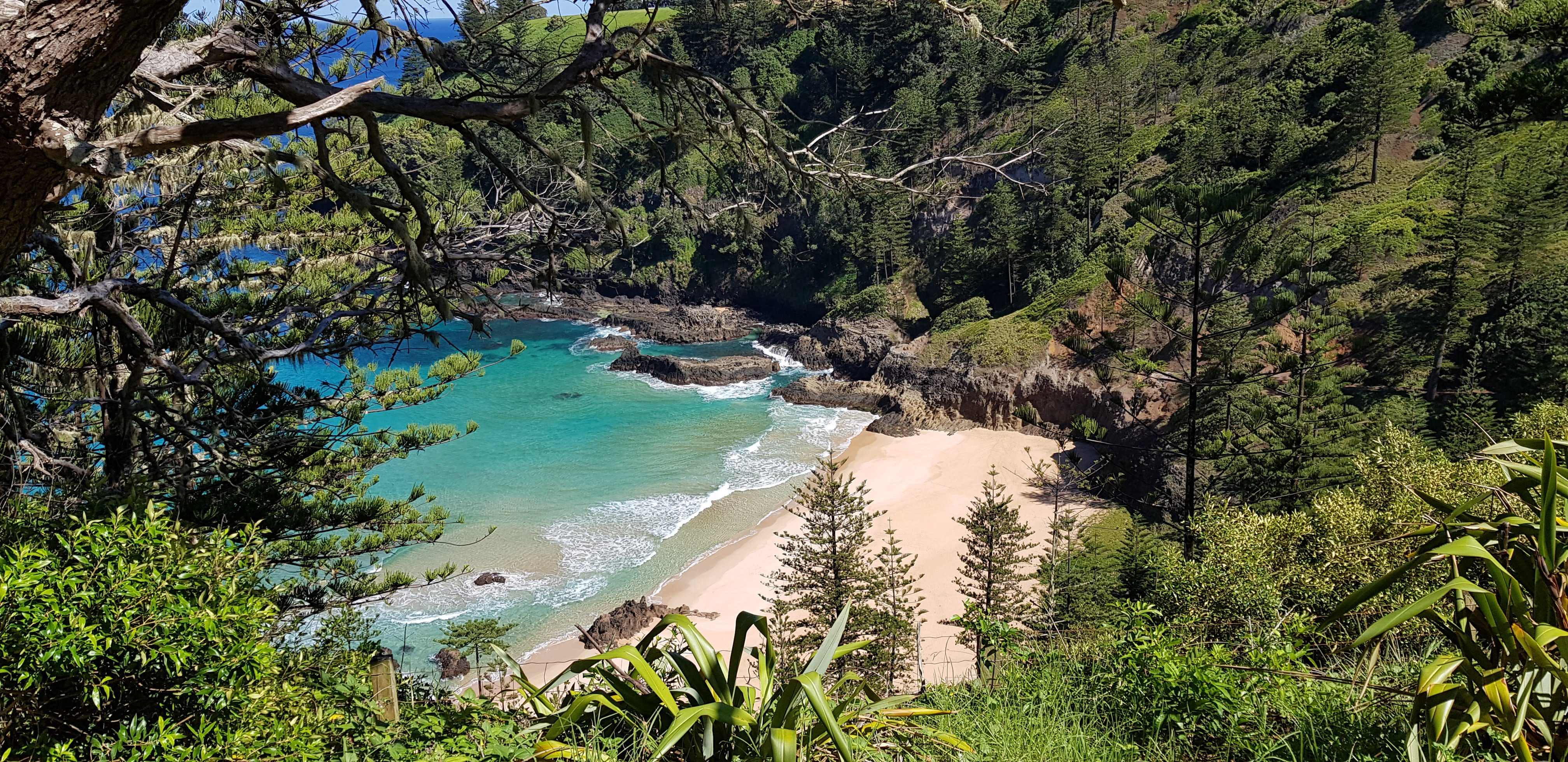
Zátoka s pláží